# Ваничек, Антонин
Антонин Ваничек (чеш. Antonín Vaníček; 22 апреля 1998 года, Чехия) — чешский футболист, полузащитник клуба «Млада-Болеслав».

## Карьера
Пулкраб является воспитанником «Богемианса». С сезона 2017/2018 привлекается к тренировкам и играм основной команды. 30 июля 2017 года дебютировал в чемпионате Чехии в поединке против пражской «Спарты», выйдя выйдя в стартовом составе и будучи заменённым на 69-й минуте Яном Кухтой.
Принимал участие в чемпионате Европы 2015 года среди юношей до 17 лет. На турнире принял участие в двух встречах.